# Capses d'Investigació
Capses d'Investigació és una etiqueta que s'utilitza per donar nom a experiències educatives molt diferents entre si pel que fa a objectius i formulació, de la mateixa manera que passa amb Capses d’Aprenentatge.Tot i estar actualment força estès el seu ús, no és un nom que es correspongui a una única metodologia d'aprenentatge o organització consolidada i amb prou marc teòric

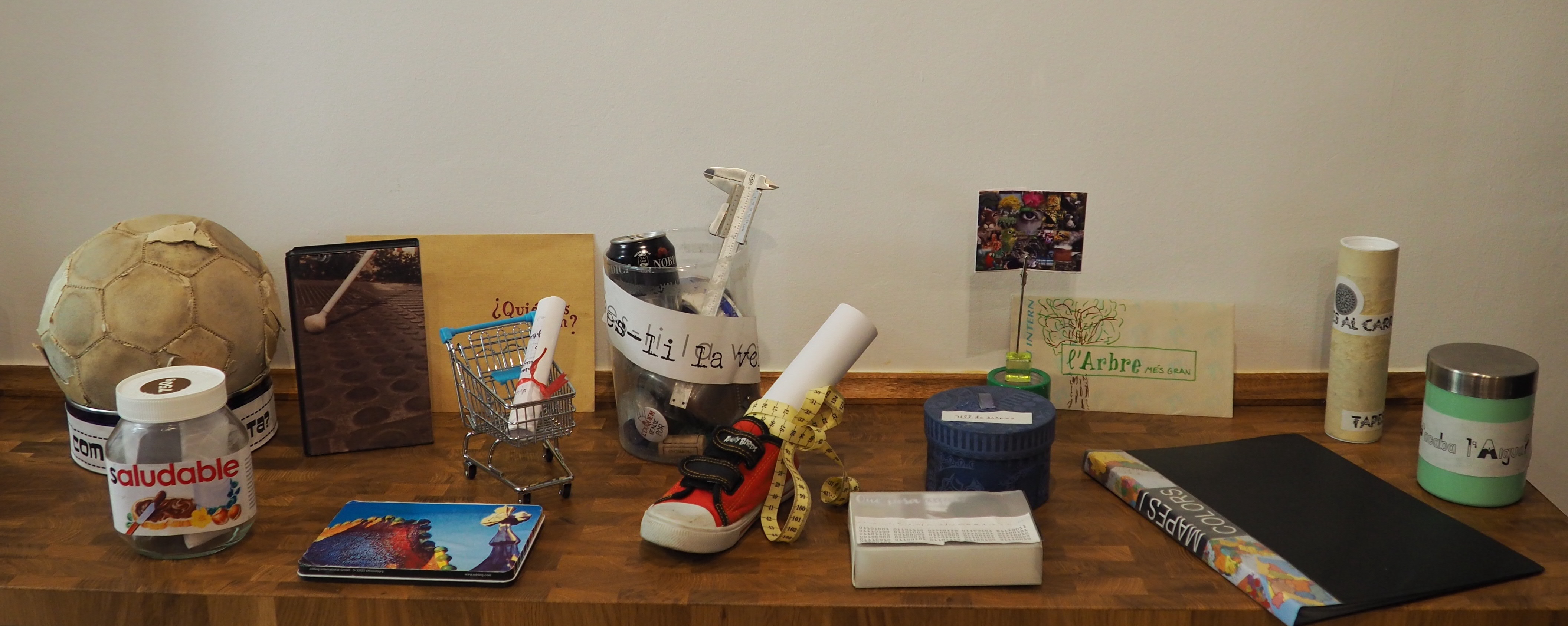

Des de 2011 a l'Escola Miquel Martí i Pol s'utilitza el nom Capses d'Investigació per referir-se a una manera de proposar aprenentatges a l’aula amb processos d’indagació autònoms a partir de reptes. S'intenten crear les condicions perquè cada infant pugui desenvolupar competències personals que sovint no tenen un espai horari pensat especialment per desenvolupar-se. La intenció és potenciar i aprofitar l’esperit investigador que tenen nens i nenes per contribuir al seu aprenentatge, sobretot al desenvolupament de la seva autonomia. L'objectiu principal de les Capses d'Investigació és que l'alumnat aprengui a dissenyar accions, a planificar, a prendre decisions, a recollir i interpretar dades, que aprengui, en definitiva, a indagar. En coherència amb aquest objectiu es dona llibertat a l'alumnat per decidir quin repte vol abordar, amb quins companys i quan de temps necessita.
La proposta parteix dels principis pedagògics i didàctics que parlen de la importància que té per a l’aprenentatge intentar donar resposta a preguntes que interessen a l'aprenent i per a les quals no és senzill trobar resposta únicament amb cerca d’informació.

Posteriorment, des de 2018, altres escoles s'hi han unit formant la Xarxa d'Escoles Investiguem per Comprendre auspiciada per l'Institut de Ciències de l'Educació de la Universitat Autònoma de Barcelona.

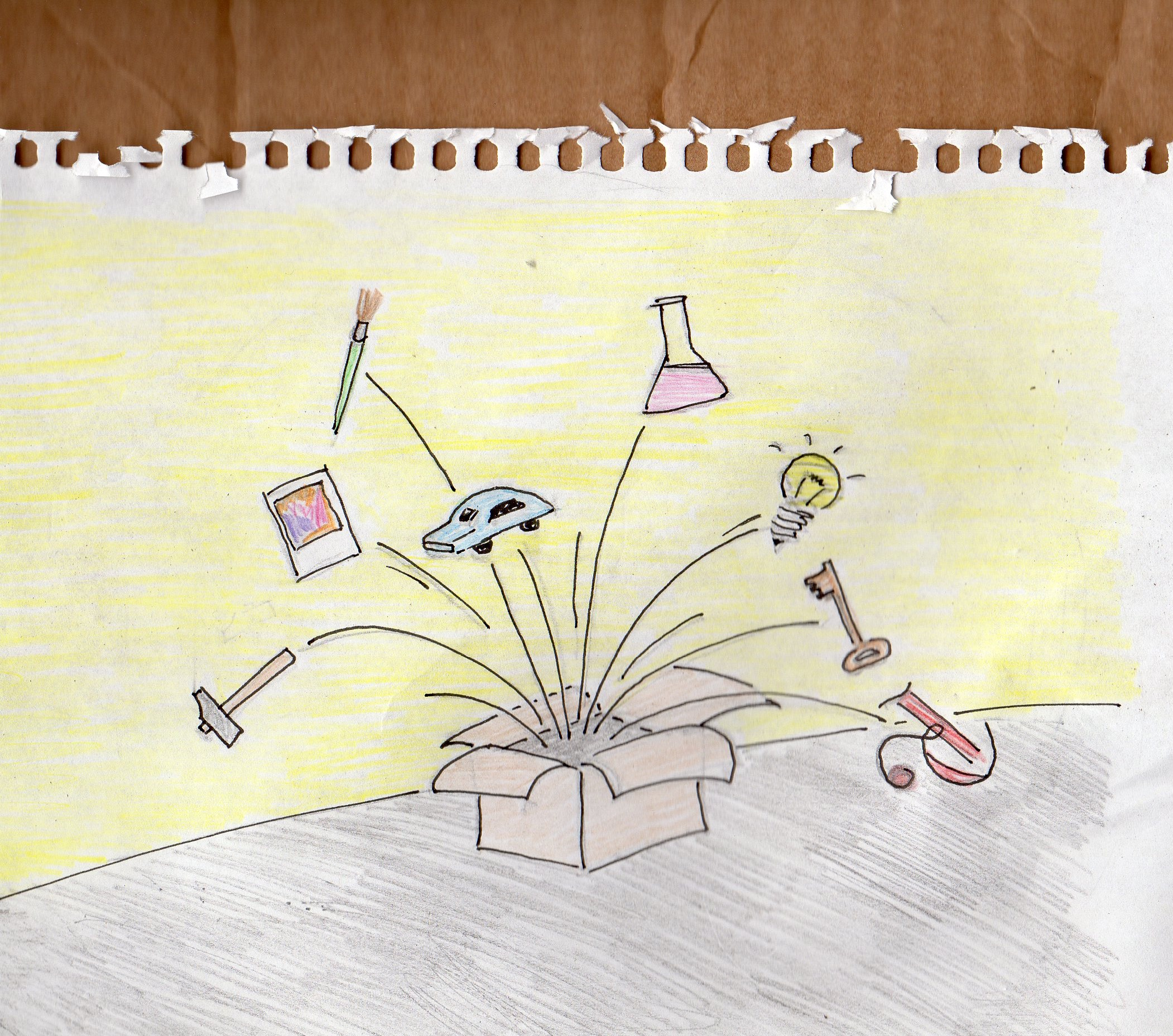

Per la utilització poc consensuada acadèmicament de l'etiqueta Capses d'Investigació, als centres que formen part de la Xarxa d'Escoles Investiguem per Comprendre s'acostuma a utilitzar el nom Investiguem per Comprendre. Si algunes de les propostes d'indagació que plantegen són presentades en capses és només per poder contenir el material necessari o evocador per al procés que volen provocar.